# Levitenkanne

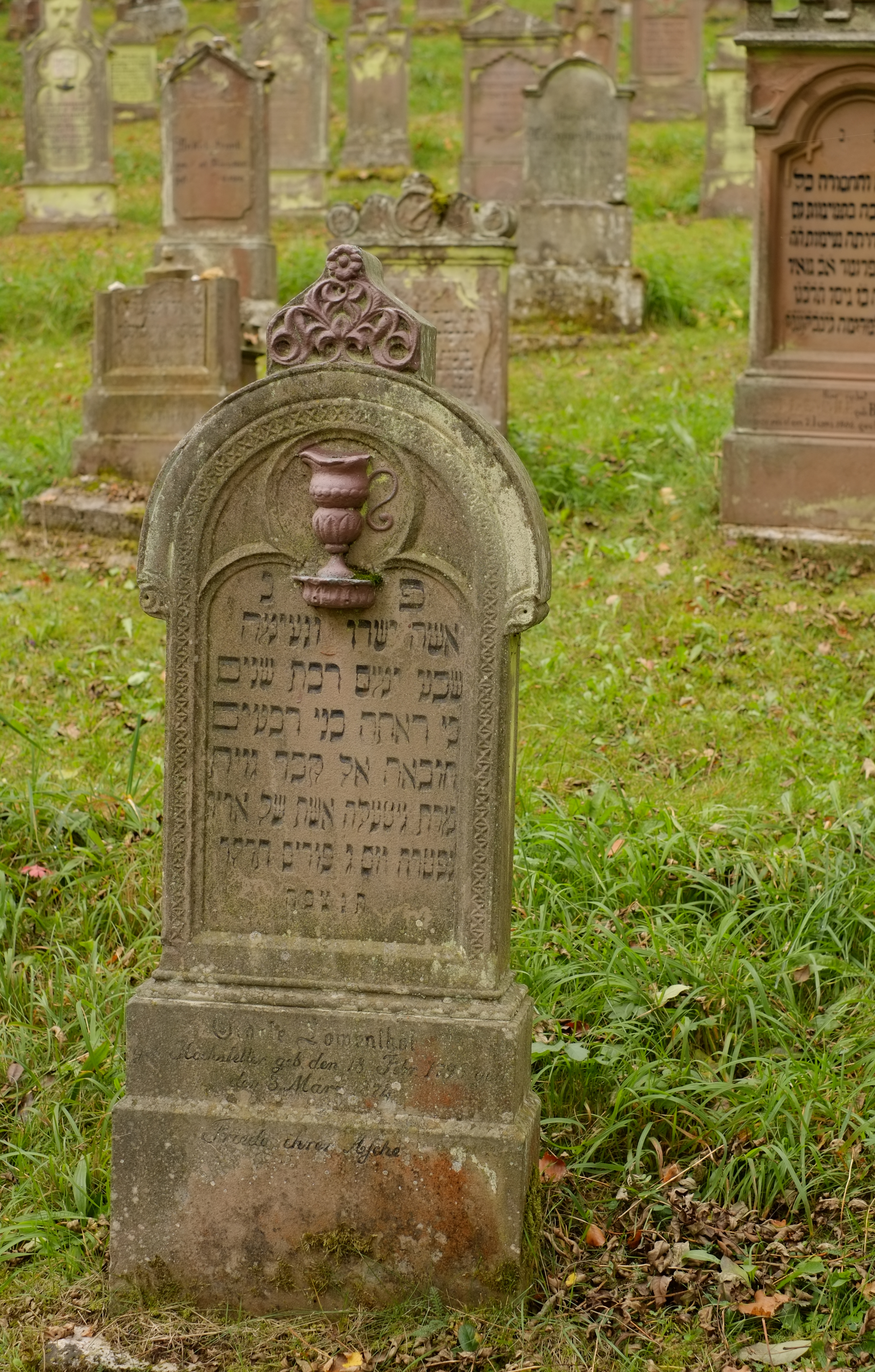
Grabstein auf dem jüdischen Friedhof Buttenhausen

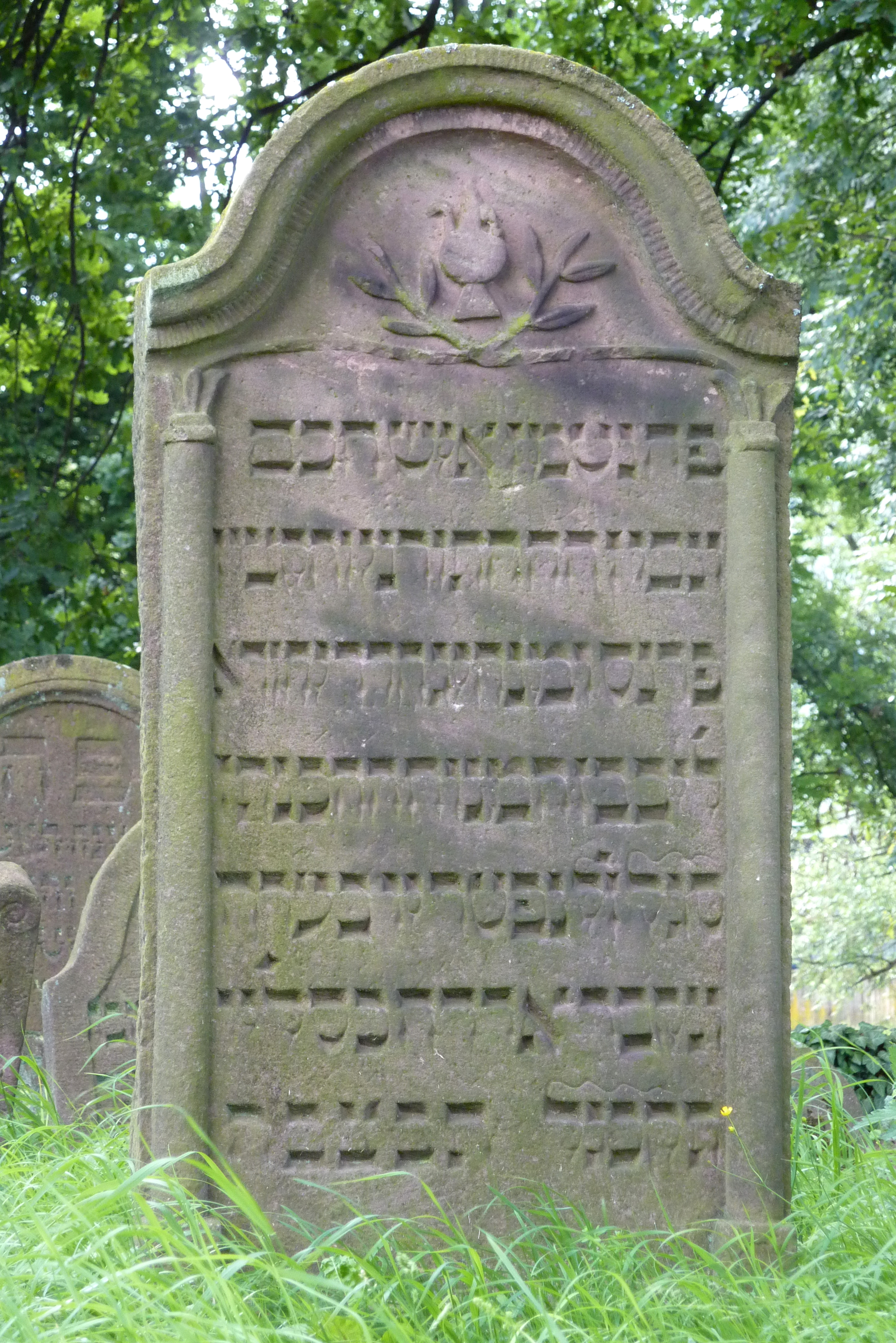
Grabstein auf dem jüdischen Friedhof Gelnhausen

Die Levitenkanne als Symbol auf Grabsteinen weist auf eine levitische Abkunft hin. Die Leviten waren im Jerusalemer Tempel auch für die kultische Reinheit zuständig und wuschen den Priestern vor dem Opferkult die Hände.
Auf Grabsteinen jüdischer Friedhöfe ist das Symbol der Kanne häufig zu finden. Die Levitenkanne wird in verschiedenen Formen dargestellt: Als bauchiger Waschkrug, meist mit Untersatz, oder als hohes schlankes Gießgefäß, oft von zeitgenössischen Gieß- und Waschgefäßen beeinflusst. Manchmal sind sie eingraviert, meist jedoch treten sie plastisch hervor. Sie schmücken meistens die Giebel oder selten die Sockel eines Grabsteins.
Man findet die Levitenkelche auch auf Hauseingängen oder -fahrten bei Häusern jüdischer Bewohner.